# Douzième amendement de la Constitution des États-Unis

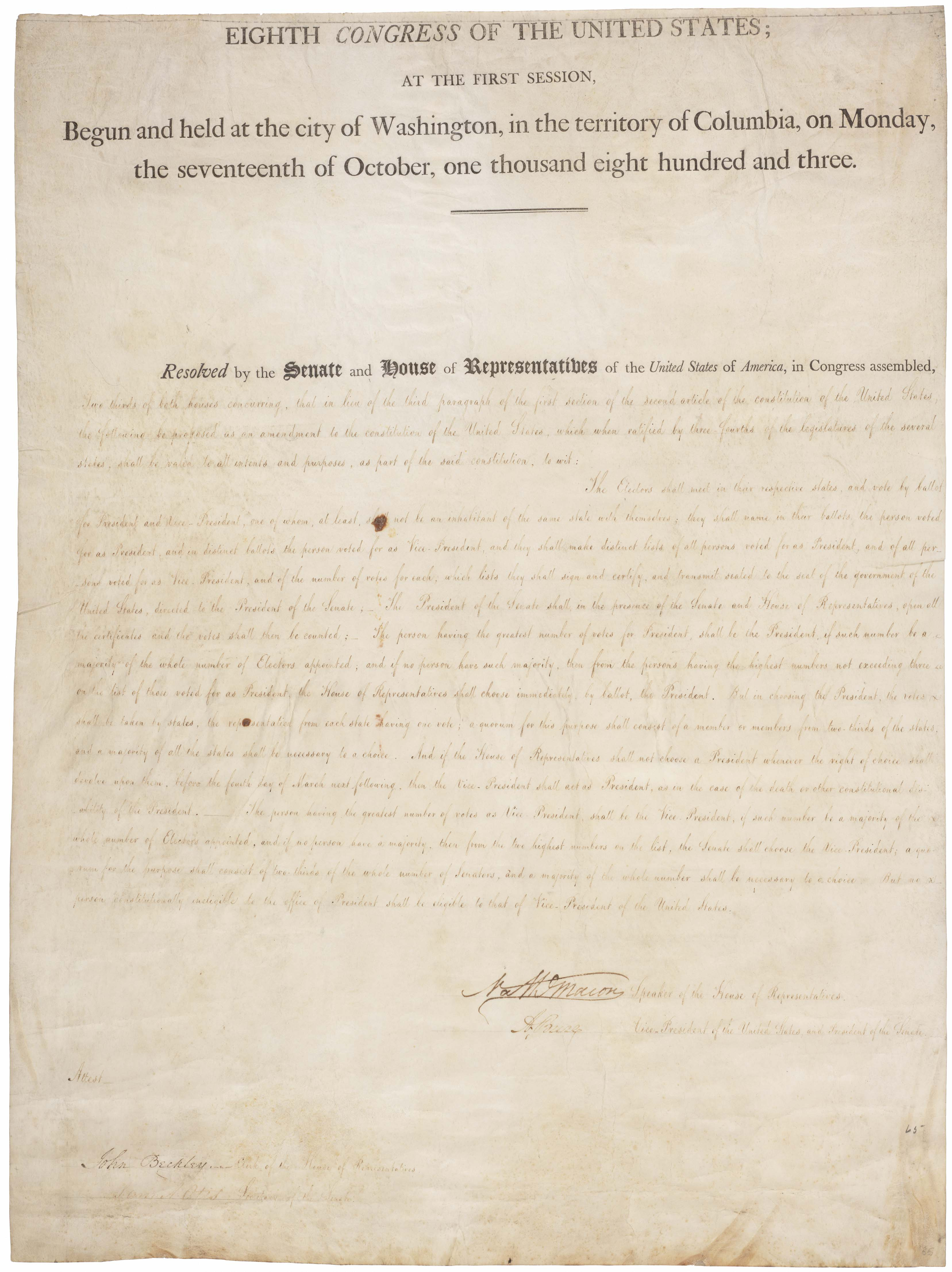
Texte du XIIe amendement.

Le 12e amendement de la Constitution des États-Unis prévoit la procédure pour l'élection du président et du vice-président des États-Unis, notamment le vote des grands électeurs. 
Il est ratifié le 15 juin 1804. Il est conçu pour compléter l'article II de la constitution après la situation complexe de l'élection présidentielle de 1800.
Le quatrième alinéa précise la procédure d'une élection contingente (en)

## Texte
Le texte du douzième amendement est le suivant :
« The Electors shall meet in their respective states, and vote by ballot for President and Vice-President, one of whom, at least, shall not be an inhabitant of the same state with themselves; they shall name in their ballots the person voted for as President, and in distinct ballots the person voted for as Vice-President, and they shall make distinct lists of all persons voted for as President, and all persons voted for as Vice-President and of the number of votes for each, which lists they shall sign and certify, and transmit sealed to the seat of the government of the United States, directed to the President of the Senate.

The President of the Senate shall, in the presence of the Senate and House of Representatives, open all the certificates and the votes shall then be counted.

The person having the greatest Number of votes for President, shall be the President, if such number be a majority of the whole number of Electors appointed; and if no person have such majority, then from the persons having the highest numbers not exceeding three on the list of those voted for as President, the House of Representatives shall choose immediately, by ballot, the President. But in choosing the President, the votes shall be taken by states, the representation from each state having one vote; a quorum for this purpose shall consist of a member or members from two-thirds of the states, and a majority of all the states shall be necessary to a choice. And if the House of Representatives shall not choose a President whenever the right of choice shall devolve upon them, before the fourth day of March next following, then the Vice-President shall act as President, as in the case of the death or other constitutional disability of the President.

The person having the greatest number of votes as Vice-President, shall be the Vice-President, if such number be a majority of the whole number of Electors appointed, and if no person have a majority, then from the two highest numbers on the list, the Senate shall choose the Vice-President; a quorum for the purpose shall consist of two-thirds of the whole number of Senators, and a majority of the whole number shall be necessary to a choice. But no person constitutionally ineligible to the office of President shall be eligible to that of Vice-President of the United States. »
« Les grands électeurs se réuniront dans leurs États respectifs, et voteront à bulletin secret pour le Président et le Vice-Président, dont l'un, au moins, ne sera pas un habitant du même État qu'eux ; ils désigneront sur leur bulletin la personne pour le poste de Président, et sur un bulletin séparé la personne pour le poste de Vice-Président, et ils établiront  des listes distinctes des personnes proposées pour la Présidence et des personnes proposées pour la vice-présidence, avec le nombre de suffrages que chacune d'elles aura obtenus ; ces  listes seront signées et certifiées, puis transmises scellées au siège du gouvernement des États-Unis, adressées au Président du Sénat.

Le Président du Sénat doit, en présence du Sénat et de la Chambre des Représentants, ouvrir tous les certificats et les votes doivent être comptés.

La personne qui obtiendra le plus grand nombre de suffrages pour la Présidence sera Président si ce nombre représente la majorité de tous les grands électeurs nommés ; et si personne n'obtient une telle majorité, alors la Chambre des Représentants procèdera séance tenante à un vote pour choisir un président parmi les 3 personnes ayant obtenu le plus de suffrages. Mais, lors du choix du Président, les votes seront comptés par État, la représentation de chaque État disposant d'une voix ; le quorum pour ce vote sera fixé aux deux-tiers des États, et la majorité de tous les États sera requise. Et si la Chambre des Représentants ne peut choisir de Président, toutefois qu'elle en a la prérogative,  avant le 4 mars suivant,  alors le Vice-Président fera fonction de Président, comme dans le cas du décès ou toute autre indisponibilité  du Président prévue par la Constitution.

La personne qui obtiendra le plus grand nombre de suffrages pour la  Vice-Présidence sera Vice-Président si ce nombre représente  la majorité des grands électeurs nommés;  si personne n'obtient une telle majorité, alors le Sénat devra choisir un Vice-Président parmi les deux personnes ayant le plus grand nombre de suffrages ; le quorum pour un tel vote sera fixé aux deux-tiers de l'ensemble des sénateurs, et la majorité de l'ensemble des sénateurs sera requise pour l'élection. Mais aucune personne reconnue inéligible par la Constitution au mandat de Président  ne pourra être éligible à celui de Vice-Président des États-Unis. »